# منطقة وصاية كراوانغ
منطقة وصاية كرَوَنغ (بالإندونيسية: Kabupaten Karawang)‏ هي منطقة وصاية تقع في جاوة الغربية بإندونيسيا.عاصمتها كرَوَنغ يقدر عدد سكانها في أحدث تقدير رسمي (يناير 2014) هو 2,288,254 نسمة على مساحة 1.753,27كم2.